# Loco (песня)
«Loco» (с порт. — «Сумасшедший») — песня ню-метал-группы Coal Chamber, выпущенная как первый сингл с дебютного одноимённого альбома в 1997 году. Является одной из самых известных песен группы. Песня признавалась одной из лучших в своём жанре.
Песня была написана в 1992 году. Вокалист Coal Chamber Деза Фафары считает, что благодаря этой песне группа смогла подписать контракт с Roadrunner Records, а их дебютный альбом впоследствии получил золотую сертификацию. По мнению редактора Revolver Эли Энис «Loco» является квинтэссенцией жанра ню-метал.

## Видеоклип
Видеоклип начинается с показа грузовика с мороженым (изображённого на обложке дебютного альбома группы), который останавливается с началом воспроизведения песни. Водитель грузовика выходит и направляется в дом, где проживает состав Coal Chamber. Водитель охотится один за другим и заставляет их смотреть в стереоскоп компании View-Master, который показывает группу, исполняющую песню. Басистка группы Рейна Фосс является первой, похищенной водителем, следующим является вокалист Дез Фафара. Гитарист Мигель «Мигс» Раскон, перед тем, как его поймал водитель, смотрит на пустое кресло-качалку. Барабанщик Майки «Баг» Кокс является последней жертвой, когда он сидит и смотрит в экран неработающего телевизора. В конце клипа водитель привязал участников группы к стульям в подвале дома и прикрепил стереоскоп к голове каждого участника с помощью клейкой ленты. Затем водитель покидает дом и уезжает.
Существует ошибочное мнение, что водителя грузовика играет Оззи Озборн. Эти слухи был вызваны тем, что группа выступала на первом Ozzfest, а также тем, что жена Оззи, Шэрон Осборн какое-то время была менеджером Coal Chamber.

## Список композиций
| №  | Название                       | Длительность |
| -- | ------------------------------ | ------------ |
| 1. | «Loco (Radio Edit)»            | 3:36         |
| 2. | «Blisters»                     | 4:52         |
| 3. | «Sway (Hypno-Submissive Mix)»  | 3:25         |
| 4. | «Loco (Remastered LP Version)» | 4:15         |